# Сергеевский сельсовет (Амурская область)
Серге́евский сельсове́т — муниципальное образование со статусом сельского поселения в составе Благовещенского района Амурской области. 
Административный центр — село Сергеевка.

## История
21 сентября 2005 года в соответствии с Законом Амурской области № 51-ОЗ муниципальное образование наделено статусом сельского поселения.

## Население
| 2002  | 2010  | 2011  | 2012  | 2013  | 2014  | 2015  |
| ----- | ----- | ----- | ----- | ----- | ----- | ----- |
| 1598  | ↘1330 | ↗1335 | ↗1356 | ↘1347 | ↘1313 | ↘1300 |
| 2016  | 2017  | 2018  | 2019  | 2020  | 2021  |       |
| ↗1311 | ↗1319 | ↘1316 | ↗1320 | ↘1310 | ↘1271 |       |

## Состав сельского поселения
| № | Населённый пункт | Тип населённого пункта       | Население |
| - | ---------------- | ---------------------------- | --------- |
| 1 | Бибиково         | село                         | ↘175      |
| 2 | Сергеевка        | село, административный центр | ↗1166     |

### Упразднённые населённые пункты
Воробьёвка — упразднённое в 1982 году село.

## Археология
В шести километрах от села Сергеевка на берегу озера Конопляного находится исторический памятник «Сергеевка Городище-4». Это городище даурского типа, точнее — два городища. Они соединены между собой дополнительным валом. В них могли проживать князья монголоязычных народов, также есть версия, что это городки-сторожевые посты XVII века.